# Sixteen Saltines
«Sixteen Saltines» («Шестнадцать соленых крекеров») — песня, исполненная американским певцом Джеком Уайтом и выпущенная в качестве второго сингла из его дебютного альбома Blunderbuss (2012). Она была написана Уайтом и спродюсирована им самостоятельно. Сингл был записан в 2011 году и выпущен 13 марта 2012 года под эгидой независимого лейбла Third Man Records на грампластинке. На стороне «A» содержалась данная композиция, на противоположной «B» кавер-версия песни U2 «Love Is Blindness».
Для продвижения нового альбома композиция неоднократно исполнялась на американском телевидении. Дебютное живое исполнение было представлено Уайтом 3 марта 2012 года на «Saturday Night Live». Стоит отметить, что композиция получила широкую известность и на телеканалах Европы: 20 апреля 2012 музыкант сыграл композицию на немецком музыкальном шоу Die Harald Schmidt Show, 27 апреля исполнил «Sixteen Saltines» на «On Later With Jools Holland» британского «BBC Two», 5 мая того же года он дал концерт французскому «Canal+».
Композицию была положительно принята критиками. Колумнист The Guardian Алексис Петридис отмечает, что «Sixteen Saltines» очень характерна для The White Stripes, и считает её отсылкой к совместному творчеству Джека с Мег. Подобный факт был констатирован и журналистом Мариссой Мосс из онлайн-издания Filter. Многими изданиями также был высоко оценен характерный для Уайта гитарный риф. Подводя итоги 2012 года музыкальные журналы New Musical Express и Rolling Stone внесли «Sixteen Saltines» в список лучших композиций на 11 и 8 места соответственно.

## Список композиций
7", 12", ЦД
| №  | Название            | Автор(ы)  | Длительность |
| -- | ------------------- | --------- | ------------ |
| 1. | «Sixteen Saltines»  | Джек Уайт | 2:37         |
| 2. | «Love Is Blindness» | Боно      | 3:14         |

## Участники записи
| - Джек Уайт — вокал, электрогитара, ритм-гитара - Карла Азар — перкуссия - Брук Ваггонером — орган Хаммонда | - Фатс Каплин — скрипка - Брин Дэвис — контрабас |

## Позиции в чартах
| Год  | Страна     | Позиция |
| ---- | ---------- | ------- |
| 2013 | Канада     | 43      |
| 2013 | Португалия | 93      |
| 2013 | Франция    | 171     |